# Phyllothelys bakeri
Phyllothelys bakeri är en bönsyrseart som beskrevs av Werner 1922. Phyllothelys bakeri ingår i släktet Phyllothelys och familjen Mantidae. Inga underarter finns listade i Catalogue of Life.